# 이성동
이성동(1981년 5월 2일 ~ )은 대한민국의 개그맨이다.

## 생애
강원도 고성에서 태어났으며 KBS 공채 25기 개그맨으로 데뷔하였으며 예원예술대학교를 졸업하고 2016년 7월 9일에 3세 연하 예비신부와 결혼하여 2019년 10월 18일에 아들 이준이를 낳았다.

## 학력
- 예원예술대학교 학사

## 연기 활동

### 방송
- 《개그콘서트》(KBS2)

〈최종병기 그녀〉
〈K-JOB 스타〉
〈슈퍼스타 KBS〉
〈그땐 그랬지〉
〈불편한 진실〉
〈사랑합니다 형님〉
〈우리는 1 하나〉
〈팀을 위한 길〉
〈어르신〉
〈체포왕〉
〈핑크 레이디〉
〈버티고〉뺨 맞는 역→엑스트라 역
〈황해〉고객 역
〈시청률의 제왕〉
〈편하게 있어〉
〈안 생겨요〉
〈깐죽거리 잔혹사〉
〈날 보러 와요〉
〈10년 후〉
〈고집불통〉
〈님은 딴곳에〉비서 역
〈죽어도 못 보내〉
〈명탐정 송길동〉
〈무.리.텔 (무비리틀 텔레비전)〉
〈억울한 영길씨〉
〈땀복근무〉형사 반장 역
〈님아 그 강을 건너지 마오〉출소한 전과범 역
〈아무말 대잔치〉
〈욜로민박〉

### 드라마
- 2011년 KBS2 《강력반》 - 사채업자 역

## 경력
- 2013년 10월 서울 마포경찰서 보이스피싱 근절 홍보대사